# Grande Torino

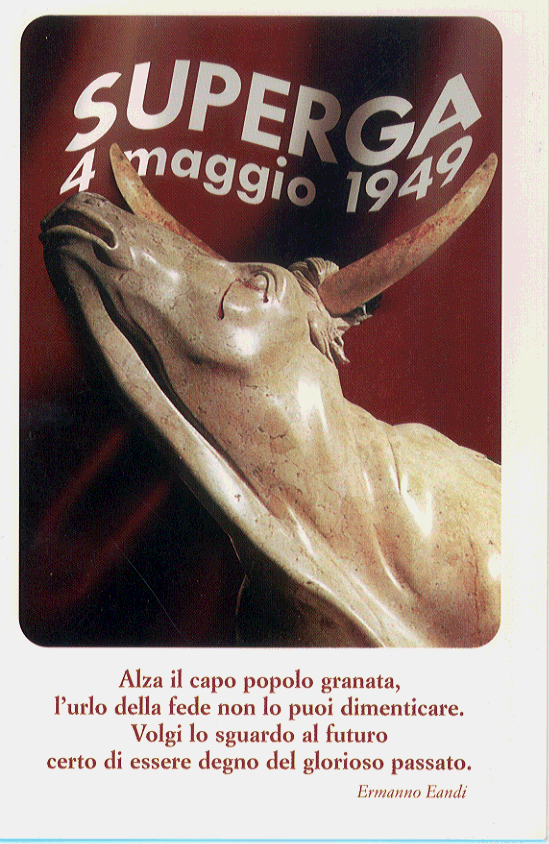
Oper von Ermanno Eandi zum 50. Jahrestag der Tragödie

Als Grande Torino wird die Mannschaft des italienischen Fußballvereins FC Turin der 1940er-Jahre bezeichnet.
Bis zum Flugunfall von Superga, bei dem am 4. Mai 1949 fast die gesamte Mannschaft (bis auf Verteidiger Sauro Tomà, Ersatztorwart Renato Gandolfi und Mittelfeldspieler Luigi Giuliano, die nicht mit an Bord waren) ums Leben kam, war der Grande Torino die mit Abstand stärkste Mannschaft in Italien und gewann fünf Mal hintereinander (1942/43, 1945/46, 1946/47, 1947/48 und 1948/49) die italienische Fußballmeisterschaft.
Viele der vom Grande Torino aufgestellten Rekorde gelten heute noch. Die meisten Spieler waren außerdem italienische Nationalspieler. In der Regel standen acht bis neun Spieler der Grande Torino in der Startaufstellung der italienischen Nationalmannschaft, beim Freundschaftsspiel gegen Ungarn am 11. Mai 1947, das Italien mit 3:2 gewann, stellte die Grande Torino alle zehn Feldspieler. Nur der Torwart Lucidio Sentimenti kam von Juventus Turin.

## Spieler und Betreuer der Grande Torino
- Torhüter: Valerio Bacigalupo, Dino Ballarin
- Verteidiger: Aldo Ballarin, Virgilio Maroso, Danilo Martelli, Mario Rigamonti, Sauro Tomà
- Mittelfeld: Eusebio Castigliano, Rubens Fadini, Giuseppe Grezar, Ezio Loik, Valentino Mazzola
- Stürmer: Émile Bongiorni, Pietro Ferraris, Roger Grava, Guglielmo Gabetto, Romeo Menti, Franco Ossola, Július Schubert
- Trainer: Luigi Ferrero, Antonio Janni, András Kuttik, Leslie Lievesley, Mario Sperone
- Technische Direktoren: Roberto Copernico, Ernő Erbstein